# 三得利美術館

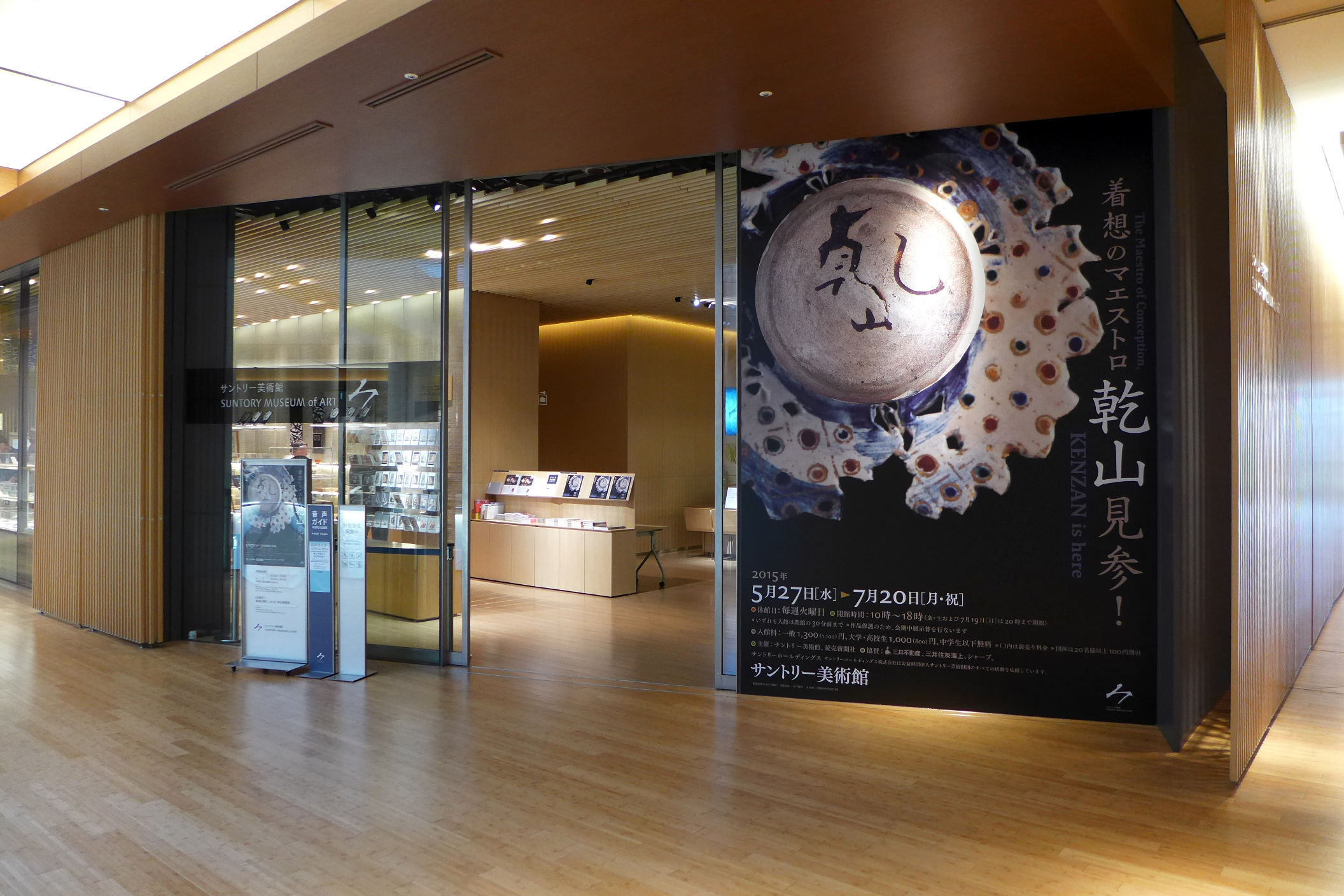
美術館入口

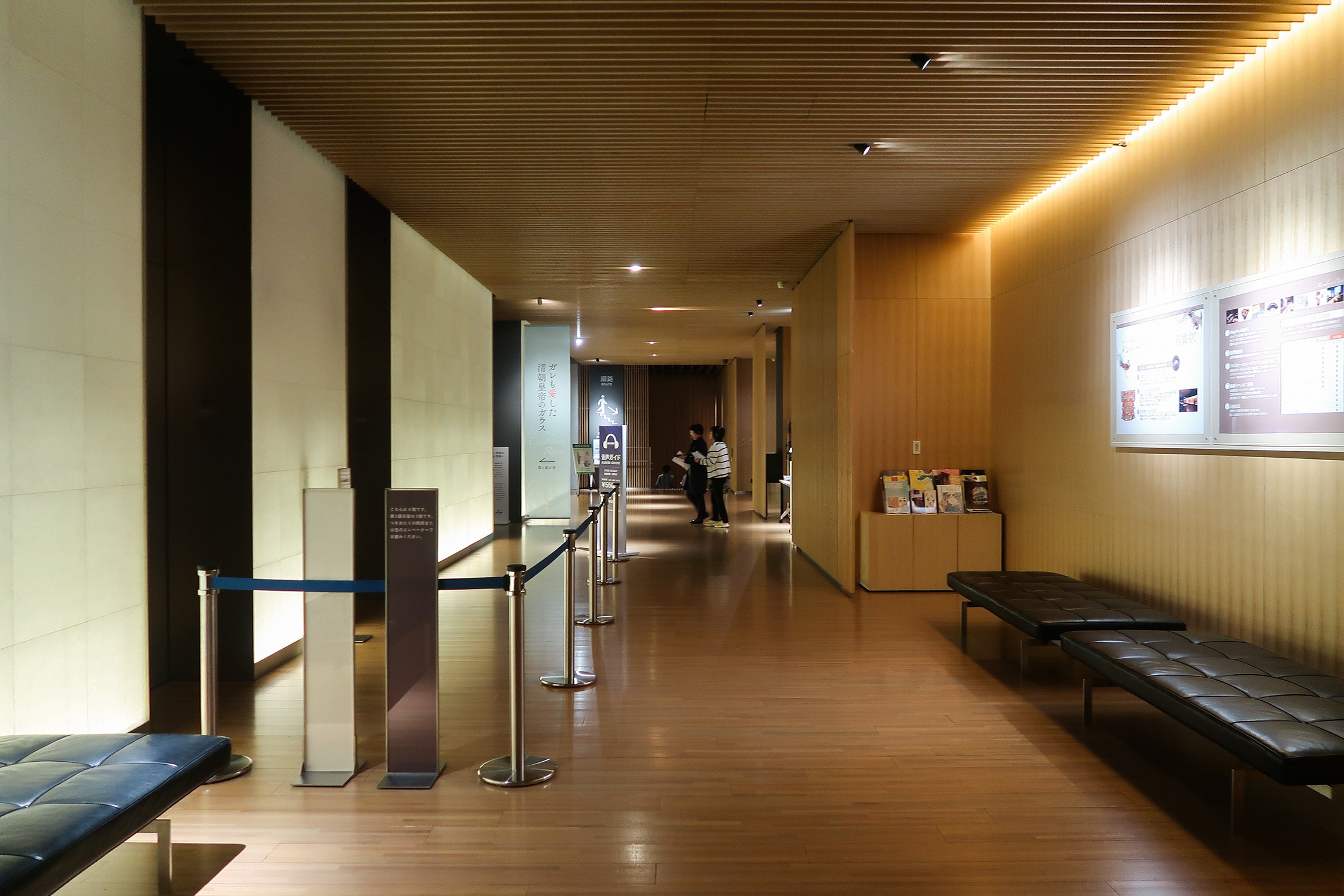
美術館內部

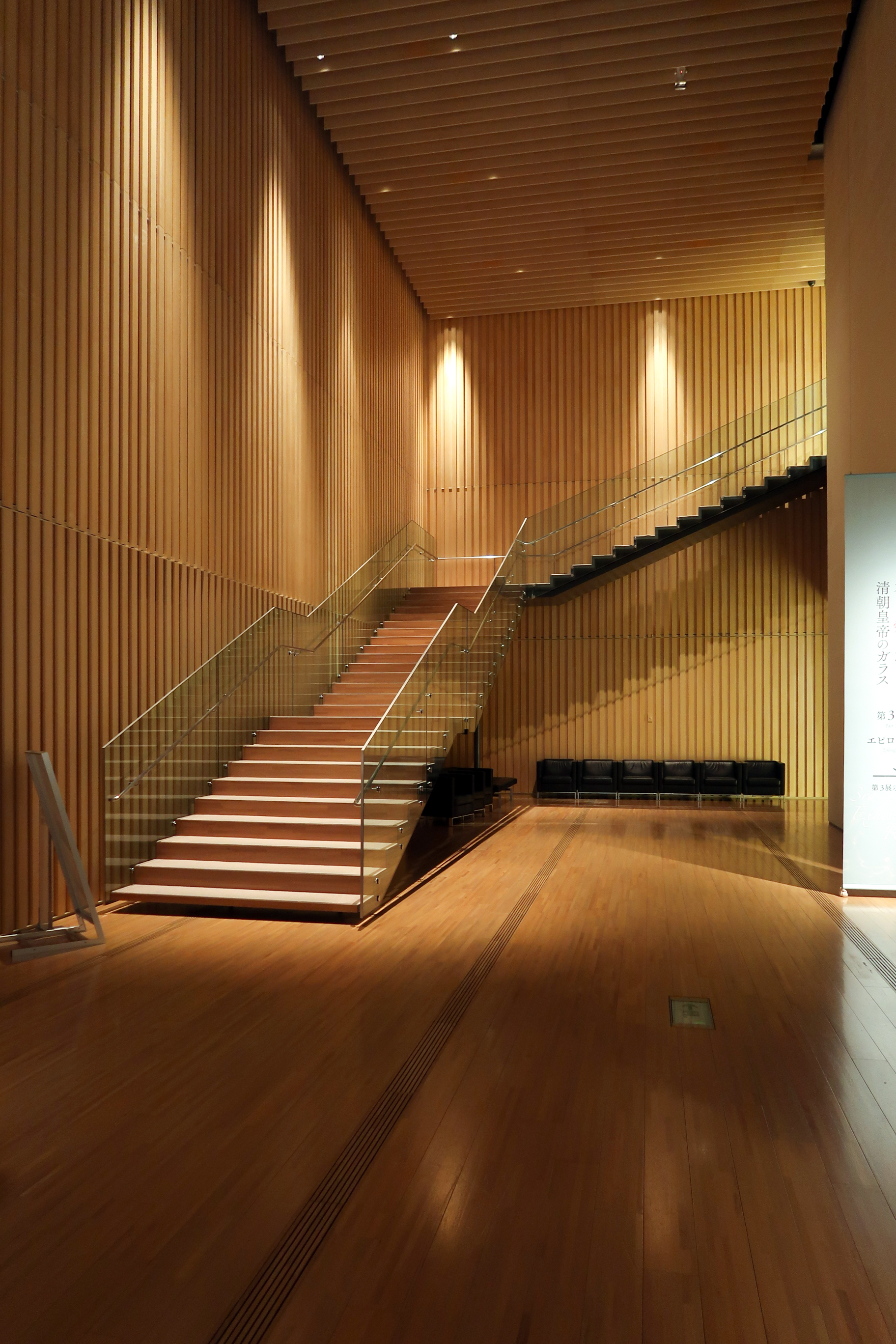
美術館樓梯

泰西王侯騎馬圖（部分）桃山時代 重要文化財

三得利美術館（日语：／）是位於日本東京都港區赤坂九丁目的一座私立美術館，主要收藏日本古美術的美術品。運營單位是公益財團法人三得利藝術財團。2005年三得利東京支社搬遷至台場時，美術館曾一度休館，在2007年3月20日重新開放。

## 概要
飲料製造商三得利社長佐治敬三在1961年，以「生活中的美」為基本主題，於千代田區丸之內皇宮大廈（パレスビル）開設三得利美術館。1975年搬遷至赤坂的三得利大樓，2007年搬遷至現在的東京中城。三得利美術館收藏品以古美術為中心，有許多戰前實業家的收藏品。江戶切子、薩摩切子、艾米里·加利等的玻璃工藝品也是代表性收藏之一。
2005年1月三得利東京支社搬遷至台場時，美術館曾一度休館。2007年3月30日入駐於防衛廳舊址再開發的「東京中城」，「三得利美術館」重新開館。大樓由隈研吾設計，以原木建築重構「一間靜謐的日本和室」。
六本木地區有國立新美術館、森美術館（3館合稱「六本木藝術金三角」。）等大型美術館聚集，成為日本美術的重要據點。

## 主要收藏品
國寶
- 浮線綾螺鈿蒔繪手箱（日语：／）

重要文化財
- 紙本著色病草紙（日语：病草紙）斷簡（不眠之女）[1]
- 紙本著色源順像（みなもとのしたごうぞう）（佐竹本三十六歌仙繪卷（日语：佐竹本三十六歌仙絵巻））
- 紙本墨畫善教房繪詞
- 紙本著色酒傳童子繪卷 狩野元信筆 3卷[2]
- 紙本金地著色泰西王侯騎馬圖　四曲一雙（元は神戶市立博物館本と対をなす）
- 紙本金地著色南蠻人渡來圖　六曲一雙　狩野山樂筆（推定）
- 紙本著色四季花鳥圖　六曲一雙
- 色繪花鳥文八角大壺　伊萬里
- 色繪五艘船図大平鉢　伊萬里
- 染付松樹文三脚皿　鍋島
- 白藍繪金彩薄文蓋物（しろあいえきんさいすすきもんふたもの）尾形乾山
- 小倉山蒔繪硯箱
- 桐竹鳳凰蒔繪文台硯箱
- 菊蒔繪文台

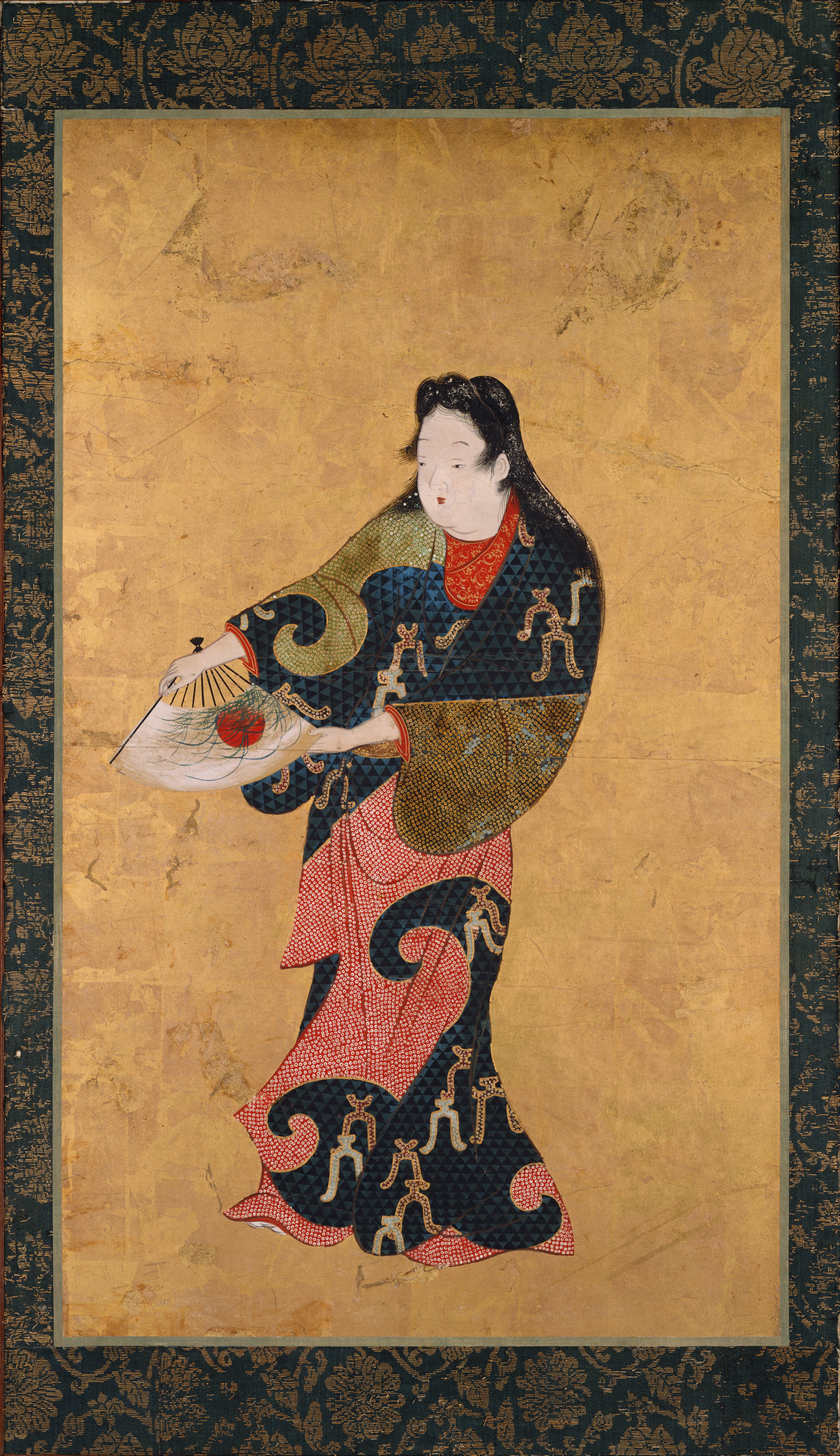
舞踊圖。重要美術品（日语：重要美術品）
桐鳳凰圖 狩野探幽筆（右隻）
春夏花鳥圖 （推測）狩野永納（日语：狩野永納）筆（左隻）
南蠻蛮人渡來圖 （推測）狩野山樂筆（右隻）重要文化財
武藏野圖 17世紀
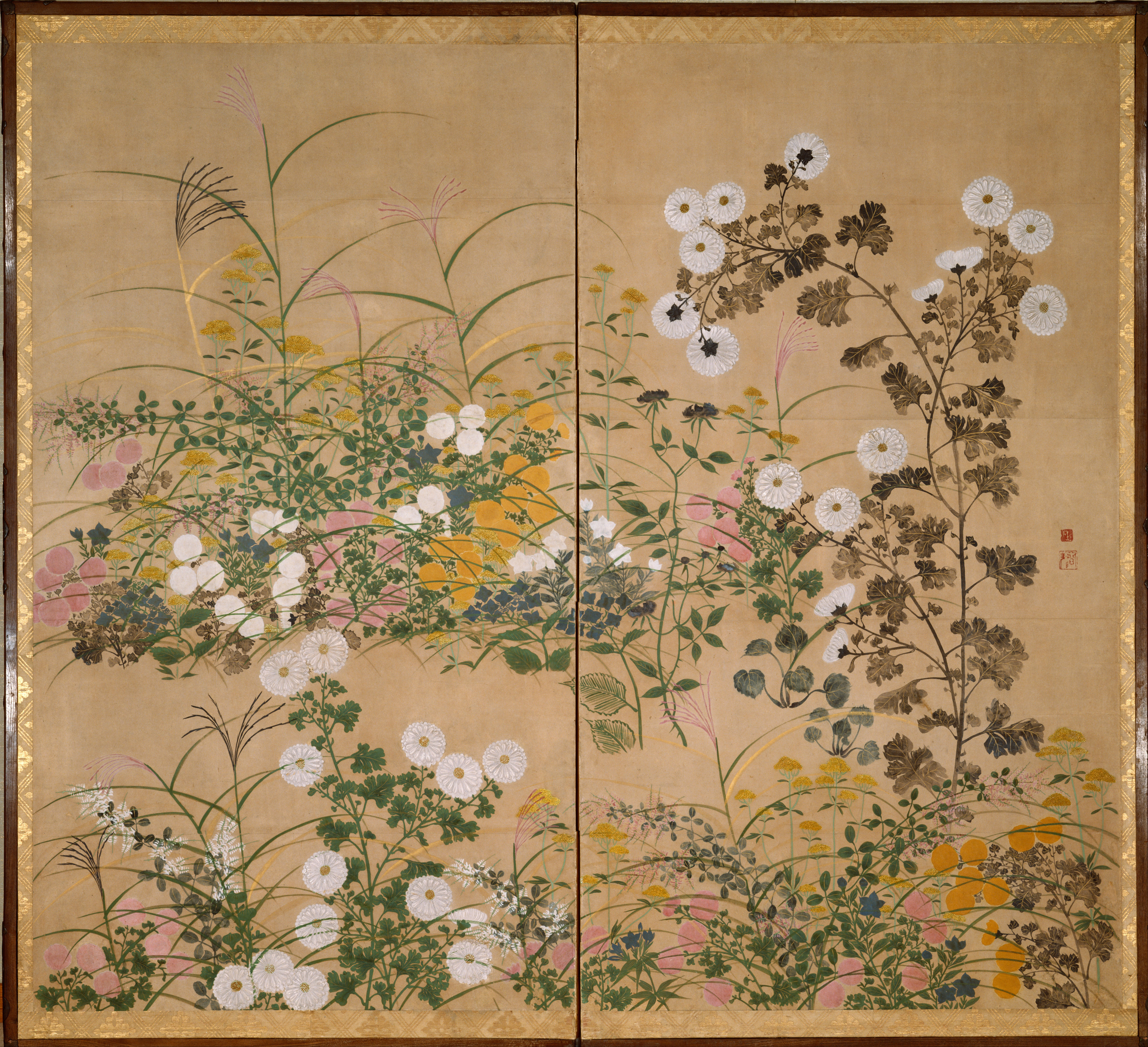
秋草圖 （推測）尾形光琳筆（右隻）重要美術品

## 建築概要
- 設計 - 隈研吾建築都市設計事務所
- 竣工 - 2007年
- 整體面積 - 約4,700平方公尺
- 展示室面積 - 約1,000平方公尺

## 外部網站
- 三得利美術館（页面存档备份，存于）